# 哈特普列薄荷
哈特普列薄荷（学名：Mentha cervina）为薄荷属下的一个种。它的植株高度为30厘米。这种草本植物与“真正的”普列薄荷有很大联系，其带有浓香。它含有很高浓度的胡薄荷酮，为一种天然的堕胎药。